# Sergio Gabriel Martínez
Sergio Gabriel Martínez (Avellaneda, 21 febbraio 1975) è un ex pugile argentino.
Soprannominato Maravilla, è annoverato tra i migliori pugili della sua generazione. È noto per aver detenuto ininterrottamente il titolo lineare dei pesi medi per 50 mesi, in uno dei regni più lunghi nella storia della divisione. Nella medesima categoria ha conquistato anche i titoli WBO, WBC e The Ring, mentre nei pesi superwelter ha detenuto le corone IBO e WBC.
nel maggio del 2011, durante il picco della sua carriera, raggiunse la seconda posizione della classifica Pound for Pound, alle spalle di Manny Pacquiao, votato da esperti di settore come Sports Illustrated, ESPN, Yahoo! Sports e The Ring. Nel 2010 venne nominato "pugile dell'anno" sia da Ring Magazine che dalla BWAA, oltre a ricevere il riconoscimento "KO dell'anno" per l'esito del suo celebre match contro Paul Williams. Fu nominato "pugile dell'anno" anche dalla WBC sia nel 2010 che nel 2012. Nel corso della sua carriera sconfisse campioni del calibro di Kelly Pavlik, Paul Williams, Sergiy Dzinziruk, Darren Barker e Julio César Chávez Jr..
Al di fuori del pugilato, Martínez è un portavoce attivo nella lotta contro il bullismo e la violenza domestica contro le donne. È stato inoltre autore del libro Corazón de Rey ("Cuore di un re").

## Carriera
Inizia a vent'anni la carriera di pugile, dopo aver praticato calcio e ciclismo.
Dopo due anni di dillettantismo e la partecipazione ai mondiali di Budapest nel 1997 (sconfitto al secondo turno da Adrian Diaconu), passa al professionismo.
Nel corso della sua carriera affronta i migliori pugili in circolazione, scontrandosi fra gli altri con Antonio Margarito, Paul Williams, Kelly Pavlik, Serhiy Dzinziruk, Julio César Chávez Jr..
Ha difeso con successo il suo titolo dall'attacco del britannico Martin Murray il 27 aprile del 2013 a Buenos Aires, con decisione unanime della giuria, sebbene fosse parso in difficoltà in più fasi del match.
Il 6 giugno 2014 non può niente contro un chiaramente superiore Miguel Cotto e perde il titolo mondiale. Al tappeto 3 volte nel primo round e impacciato di fronte al portoricano, l'incontro viene fermato dal giudice di gara alla decima ripresa. Martinez evidenzia problemi fisici (soprattutto a un ginocchio) che ne mettono a repentaglio il proseguimento della carriera.